# Shimon Abuhatzira
Shimon Abuhatzira (in ebraico שמעון אבוחצירא‎?; Natanya, 10 ottobre 1986) è un ex calciatore israeliano, di ruolo attaccante.

## Palmarès

### Club
- Campionato israeliano: 1

Ironi Kiryat Shmona: 2011-2012
- Coppa Toto: 1

Ironi Kiryat Shmona: 2011-2012

### Individuale
- Capocannoniere del campionato israeliano: 1

2008-2009 (14 gol)